# Emily Watts
Emily Watts (Lithgow, 26 november 2000) is een Australisch wielrenster.

## Carrière
In 2019 nam Watts namens het universiteitsteam van de Universiteit van Sydney deel aan de Tour Down Under en de Cadel Evans Great Ocean Road Race. In april van dat jaar brak ze bij een trainingsongeval zes ruggenwervels en een sleutelbeen. In februari 2021 pakte ze de dubbel bij de beloften tijdens de nationale kampioenschappen.
In 2024 maakte Watts de overstap naar Chevalmeire. Namens die ploeg nam ze dat jaar deel aan onder meer de Ronde van Vlaanderen, de Amstel Gold Race en de Waalse Pijl. Na één seizoen in Belgische dienst vertrok ze naar St Michel-Preference Home-Auber93. Namens die ploeg reed ze eind juli haar eerste Ronde van Frankrijk.

## Overwinningen
2021
 Australisch kampioene tijdrijden, Beloften
 Australisch kampioene op de weg, Beloften

## Resultaten in voornaamste wedstrijden
| Jaar | Ronde van Italië | Ronde van Frankrijk | Ronde van Spanje |
| ---- | ---------------- | ------------------- | ---------------- |
| 2024 |                  |                     |                  |
| 2025 |                  | 114e                |                  |

| Jaar | Ronde van Vlaanderen | Amstel Gold Race | Luik-Bast.‑Luik |
| ---- | -------------------- | ---------------- | --------------- |
| 2024 | opgave               | opgave           |                 |
| 2025 | opgave               |                  | opgave          |

## Ploegen
- 2023 –  Team Bridgelane
- 2024 –  Chevalmeire
- 2025 –  St Michel-Preference Home-Auber93